# Men.com
Men.com은 미국의 게이 포르노그래피 제작사이다. 마인드기크가 소유하고 있다.
도메인 이름은 2003년 12월 기업가 릭 슈어츠로부터 130만 달러에 구입되었다.